# Ivo Kahánek
Ivo Kahanek (né en 1979) est un pianiste tchèque. 

## Biographie
Diplômé de l'Académie tchèque des arts de Prague, il a travaillé avec Ivan Klánský, ainsi que pour un semestre à Londres à l’Advanced Instrumental Studies course de la Guildhall School of Music and Drama, avec Ronan O'Hora. Il a participé aux classes de maître de Karl-Heinz Kämmerling, Christian Zacharias, Alicia de Larrocha, Imogen Cooper, Peter Frankl et d'autres.
Il remporte le Concours international de musique du printemps de Prague en 2004 et gagne des prix à d'autres grands concours internationaux de piano (Maria Canals Concours de Piano à Barcelone, Vendôme Prix à Vienne, Concours International de piano Fryderyk Chopin de Marienbad, Concertino Praga). Après le succès de ses débuts à la Beethovenfest de Bonn et au Festival du Printemps de Prague, il est invité pour jouer par la BBC lors des BBC Proms, avec l'Orchestre Symphonique de la BBC, sous la direction de son chef-chef d'orchestre, Jiří Bělohlávek. Il se produit également régulièrement avec l'Orchestre philharmonique tchèque, dirigé par Zdeněk Mácal. Il a également joué, entre autres, avec l'Orchestre de la WDR de Cologne, l'Orchestre symphonique de la Radio tchèque. 
En 2007, Kahánek enregistre deux disques de la musique de Janáček, Martinů, Klein et Kabeláč et signe un contrat de trois ans avec le label Supraphon. En outre, il collabore fréquemment avec la radio et la télévision tchèque.

## Discographie
- Janáček, Klein (Cube-Bohemia CBCD 2737)
- Chopin, Sonate en si mineur, op. 38, Scherzi (Supraphon SU 4030-2)
- Janáček (Sonate), Martinů (Sonate H.350), Kabeláč (Huit préludes, op. 30) (mai/juin 2008, Supraphon SU 3945-2)
- Martinů, Concerto pour piano no 4 - BBC Symphony Orchestra, dir. Jiří Bělohlávek (DG 477 7383 2)